# Jesenski mrazovac
Jesenski mrazovac (mrazova sestrica, leskovik, Colchicum autumnale) je vrlo otrovna, ali i ljekovita biljka iz porodice mrazovki (Colchicaceae). Biljka je nalik šafranu. Ima kratku stabljiku koja naraste početkom proljeća dok se cvjetovi s laticama bjeloroze boje pojave na jesen. Između nekoliko prizemnih listova sabljastog oblika razvija se tobolac s otrovnim sjemenkama.
Svi dijelovi biljke su otrovni: među najpoznatijim otrovnim spojevima koje sadrže su alkaloidi, od kojih je najpoznatiji kolhicin. Ime ovog roda i otrova dolazi prema Kolhidi koja se nalazila u blizini Crnoga mora, i koje je bilo poznato po otrovnim biljkama i čarobnici Medeji.
Zbog velike otrovnosti ova biljka se slabo koristi u medicini. Postoje slučajevi trovanja ljudi koji medvjeđi luk zamijene s mrazovcem.

## Galerija slika
- Mrazovac, Limana, Italija
- Mrazovac, Austrija
- Listovi mrazovca
- Listovi i tobolci mrazovca
- Tobolci mrazovca sa sjemenkama
- Mrazovac (cvijet)
- Mrazovac (cvijet)
- cijela biljka

## Sinonimi
- Bulbocodium antumnale (L.) Lapeyr.
- Bulbocodium autumnale (L.) Lapeyr.
- Colchicum autumnale f. bulgaricum (Velen.) Domin
- Colchicum autumnale var. bulgaricum (Velen.) Stoj. & Stef.
- Colchicum autumnale var. elatius Simonk.
- Colchicum autumnale f. macropetala Gajic
- Colchicum autumnale f. milosi Gajic
- Colchicum autumnale subsp. pannonicum (Griseb. & Schenk) Nyman
- Colchicum autumnale var. pannonicum (Griseb. & Schenk) Baker
- Colchicum autumnale f. pannonicum (Griseb. & Schenk) Domin
- Colchicum autumnale f. radei Gajic
- Colchicum autumnale var. speciosissimum Bubela
- Colchicum autumnale var. transsilvanicum (Schur) Nyman
- Colchicum autumnale f. transsilvanicum (Schur) Domin
- Colchicum autumnale var. vernale (Hoffm.) Nyman
- Colchicum autumnale var. vernum Reichard
- Colchicum autumnale subsp. vernum (Reichard) Nyman
- Colchicum autumnale var. viridiflorum Opiz
- Colchicum borisii Stef.
- Colchicum bulgaricum Velen.
- Colchicum commune Neck.
- Colchicum crociflorum Sims
- Colchicum doerfleri var. orientale Kitanov
- Colchicum drenowskii Degen & Rech.f. ex Kitan.
- Colchicum orientale Friv. ex Kunth
- Colchicum pannonicum Griseb. & Schenk
- Colchicum polyanthon Ker Gawl.
- Colchicum praecox Spenn.
- Colchicum rhodopaeum Kov.
- Colchicum transsilvanicum Schur
- Colchicum turcicum subsp. pannonicum (Griseb. & Schenk) Nyman
- Colchicum vernale Hoffm.
- Colchicum vernum (Reichard) Georgi
- Colchicum vranjanum Adamovic ex Stef.; nevalidni sinonim